# جورج مولهولاند
جورج مولهولاند (بالإنجليزية: George Mulholland)‏ (10 مايو 1904 – 1971) هو ملاكم أمريكي راحل، مثّل بلاده في الألعاب الأولمبية الصيفية 1924.

## روابط خارجية
جورج مولهولاند على موقع أوليمبيديا (الإنجليزية)